# Sonnino
Sonnino é uma comuna italiana da região do Lácio, província de Latina, com cerca de 6.278 habitantes. Estende-se por uma área de 63 km², tendo uma densidade populacional de 100 hab/km². Faz fronteira com Amaseno (FR), Monte San Biagio, Pontinia, Priverno, Roccasecca dei Volsci, Terracina.

## Demografia
| Variação demográfica do município entre 1861 e 2011                               |
|                                                                                   |
| Fonte: Istituto Nazionale di Statistica (ISTAT) - Elaboração gráfica da Wikipedia |